# Быковское сельское поселение (Белгородская область)
Бы́ковское се́льское поселе́ние — упразднённое муниципальное образование в Яковлевском районе Белгородской области.
Административный центр — село Быковка.
19 апреля 2018 года упразднено при преобразовании Яковлевского района в городской округ.

## История
Быковское сельское поселение образовано 20 декабря 2004 года в соответствии с Законом Белгородской области № 159.

## Население
| 2010  | 2011  | 2012  | 2013  | 2014  | 2015  | 2016  |
| ----- | ----- | ----- | ----- | ----- | ----- | ----- |
| 1542  | ↘1535 | ↗1561 | ↗1568 | ↘1549 | ↗1578 | ↘1574 |
| 2017  | 2018  |       |       |       |       |       |
| ↗1589 | ↘1586 |       |       |       |       |       |

## Состав сельского поселения
| №  | Населённый пункт   | Тип населённого пункта       | Население |
| -- | ------------------ | ---------------------------- | --------- |
| 1  | Быковка            | село, административный центр | ↗963      |
| 2  | Весёлый            | хутор                        | ↗38       |
| 3  | Вознесеновка       | хутор                        | ↗30       |
| 4  | Ворскла            | село                         | ↗90       |
| 5  | Задельное          | село                         | ↘27       |
| 6  | Кондарёво          | хутор                        | ↗41       |
| 7  | Крапивенские Дворы | хутор                        | ↗137      |
| 8  | Крапивное          | село                         | ↗159      |
| 9  | Мордовинка         | хутор                        | ↗15       |
| 10 | Новоалександровка  | хутор                        | ↗42       |